# Никитинское сельское поселение (Ульяновская область)
Ники́тинское се́льское поселе́ние — муниципальное образование в составе Сурского района Ульяновской области. Административный центр — село Никитино. 

## Население
| 2010  | 2012  | 2013  | 2014  | 2015  | 2016  | 2017  |
| ----- | ----- | ----- | ----- | ----- | ----- | ----- |
| 1539  | ↘1503 | ↘1463 | ↘1421 | ↘1418 | ↘1381 | ↘1341 |
| 2018  | 2019  | 2020  | 2021  |       |       |       |
| ↘1303 | ↘1274 | ↘1252 | ↘1217 |       |       |       |

## Состав сельского поселения
В состав поселения входят 9 населённых пунктов: 7 сёл и 2 деревни.
| № | Населённый пункт | Тип населённого пункта       | Население |
| - | ---------------- | ---------------------------- | --------- |
| 1 | Александровка    | село                         | 0         |
| 2 | Выползово        | село                         | 464       |
| 3 | Городец          | деревня                      | 18        |
| 4 | Кезьмино         | село                         | 215       |
| 5 | Кивать           | село                         | 81        |
| 6 | Красная Якла     | деревня                      | 98        |
| 7 | Малый Барышок    | село                         | 5         |
| 8 | Никитино         | село, административный центр | 407       |
| 9 | Ружеевщино       | село                         | 251       |